# Gamera (film)
Gamera of Gammera, the Invincible (大怪獣ガメラ, Daikaijū Gamera, Giant Monster Gamera) is een Japanse kaijufilm uit 1965, en de eerste in de reeks van Gamera-films. De regie was in handen van Noriaki Yuasa.

## Verhaal
De film begint wanneer een prehistorisch monster genaamd Gamera wordt ontwaakt door atoomtesten van zowel de Amerikanen als de Russen. Spoedig begeeft Gamera zich naar Japan, waar hij een spoor van vernielingen achterlaat.
Gamera blijkt ongevoelig voor moderne wapens, waardoor het leger niet veel tegen hem kan doen. Even lijkt Gamera te worden verslagen wanneer het leger erin slaagt hem op zijn rug te werpen, maar dan onthult Gamera zijn vermogen om te vliegen en staat hij met gemak weer op.
Te midden van alle chaos staat een jongen genaamd Toshio Sakurai. Wanneer Gamera de vuurtoren waar Toshio zich in bevindt vernielt, redt hij de jongen zodra deze uit de toren valt. Dit maakt dat Toshio begint te vermoeden dat Gamera niet zozeer slecht is, maar gewoon niet begrepen wordt en niet thuishoort in dit tijdperk. Hij probeert anderen hiervan te overtuigen, maar niemand luistert.
In een laatste poging Gamera te stoppen, lokt het leger hem naar een raket. Zodra Gamera de raket betreedt, wordt deze gelanceerd met als eindbestemming Mars.

## Rolverdeling
| Acteur              | Personage                    |
| ------------------- | ---------------------------- |
| Eiji Funakoshi      | Dr. Hidaka                   |
| Junichirô Yamashiko | Aoyagi                       |
| Michiko Sugata      | Nobuyo Sakurai               |
| Harumi Kiritachi    | Kyoke Yamamoto               |
| Yoshiro Kitahara    | Mr. Sakurai                  |
| Bokuzen Hidari      | Old Farmer                   |
| Jun Hamamura        | Professor Murase             |
| Jutaro Hojo         | Self-Defense Force Commander |
| Yoshio Yoshida      | Eskimo Chief                 |
| Kenji Oyama         | Self-Defense Force Official  |
| Yoshiro Uchida      | Toshio Sakurai               |

## Achtergrond
Dit was de enige film uit de Gamera-serie die ook in Amerikaanse bioscopen werd uitgebracht.
De eerste Amerikaanse versie werd uitgebracht door World Entertainment Corp onder de titel Gammera, the Invincible. Deze versie was zwaar aangepast ten opzichte van de Japanse versie. Scènes werden omgedraaid of zelfs helemaal weggelaten. Tevens werd nieuw beeldmateriaal met Amerikaanse acteurs erin toegevoegd. De film zelf werd nagesynchroniseerd door Titan Sound Inc.
Gedurende de jaren 80 bracht Sandy Frank een opnieuw nagesynchroniseerde versie van de film uit, nu wel onder de naam Gamera. Deze versie van de film was puur een nasynchronisatie van de Japanse film, zonder de extra Amerikaanse scènes uit Gamera the Invincible.

## Trivia
- Dit was een van de 5 Gamera-films die werden gebruikt voor Mystery Science Theater 3000.
- Dit was de laatste Kaijufilm in zwart-wit.
- Dit is de enige film uit de Gamera-reeks waarin Gamera niet vecht met een ander monster.